# Ekpurpurmal
Ekpurpurmal, Dyseriocrania subpurpurella, är en fjärilsart som beskrevs av Adrian Hardy Haworth 1828. Ekpurpurmal ingår i släktet Dyseriocrania och familjen purpurmalar, Eriocraniidae. Ekpurpurmal är reproducerande i både Sverige och Finland, och enligt respektive rödlista är arten livskraftig, LC i båda länderna. Inga underarter finns listade i Catalogue of Life.

## Utseende
Ekpurpurmal har guldglänsande och purpurfläckade framvingar, med en liten och ofta otydlig bakkantsfläck. Vingspannet är cirka 10–14 mm. Bakvingarna är brunaktiga, ljusare mot basen och utåt alltmer purpurglänsande.
Behåringen på huvudet är tät och upprättstående. Håren på huvudet, vilka egentligen är hårlika fjäll, är mörkt gråbruna. Antennerna är mörkbruna, med vitaktig inblandning, och är två tredjedelar så långa som framvingen. Kroppen är mörkt gråbrun, med en del vitaktiga hår. Larven är vitaktig med ljusbrunt huvud.

## Levnadssätt
Ekpurpurmal flyger från slutet av april till början av juni och då främst i solsken, men dras även till ljus på natten. Arten är relativt vanlig och kan uppträda i stort antal kring ekar. Honan lägger äggen längst in i ekens knoppar. Larven gör en fläckmina i ett ekblad. Minan börjar vid kanten på ett blad och kan när larven ätit färdigt täcka en stor del av bladytan.

## Utbredning
I Sverige har ekpurpurmal hittats från Skåne och upp till Dalälven, men enstaka fynd har gjorts i Ångermanland, Västerbotten och Norrbotten. Vid de nordliga fynden har arten sannolikt följt med ekar som planterats där. I övriga Norden är arten vanlig Danmark. I Norge och Finland finns arten endast i de allra sydligaste delarna. Den globala utbredningen omfattar hela Europa, utom Iberiska halvön och de nordligaste delarna av världsdelen.

## Bildgalleri

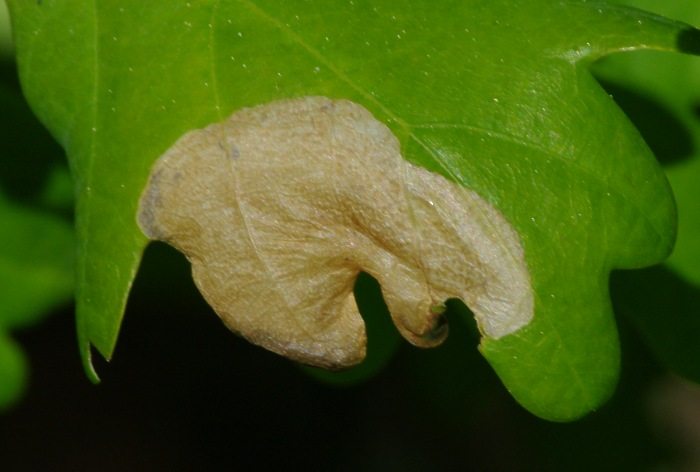
Ekpurpurmalens mina på ett eklöv.
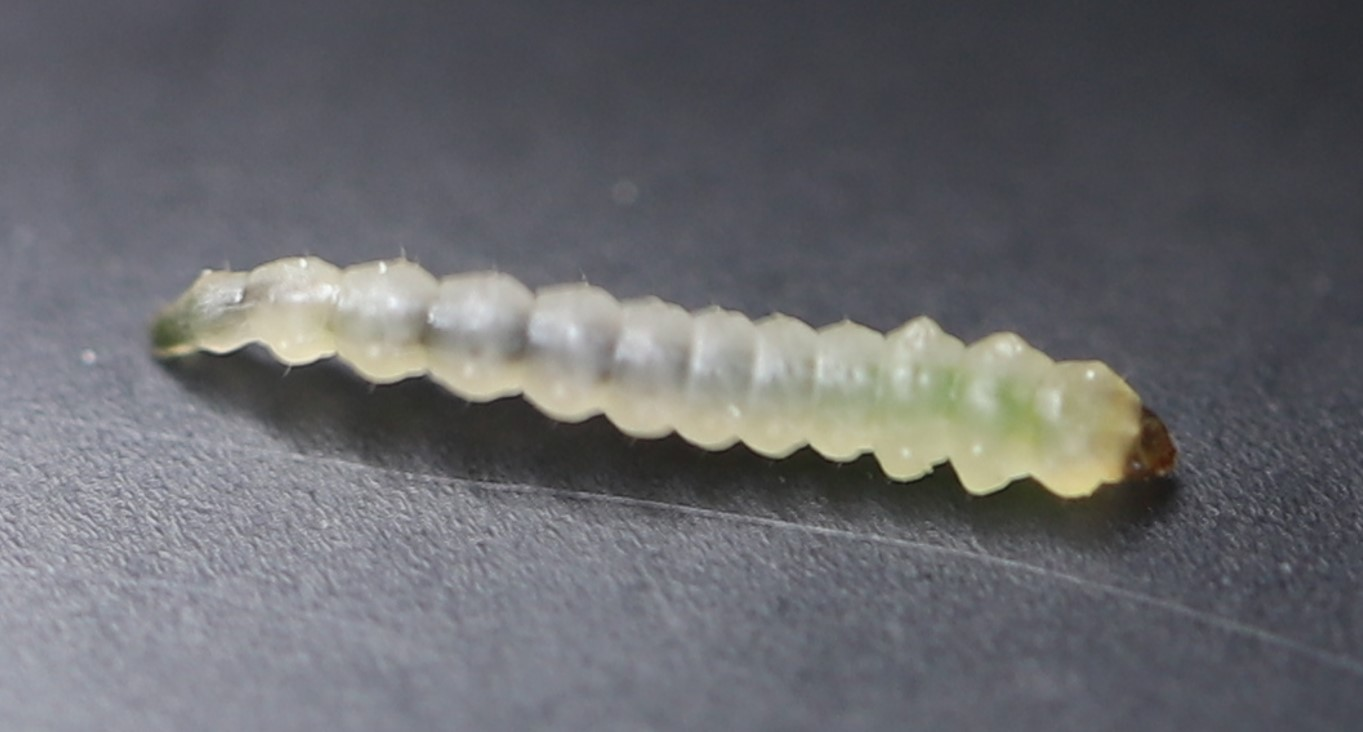
Fjärilens larv
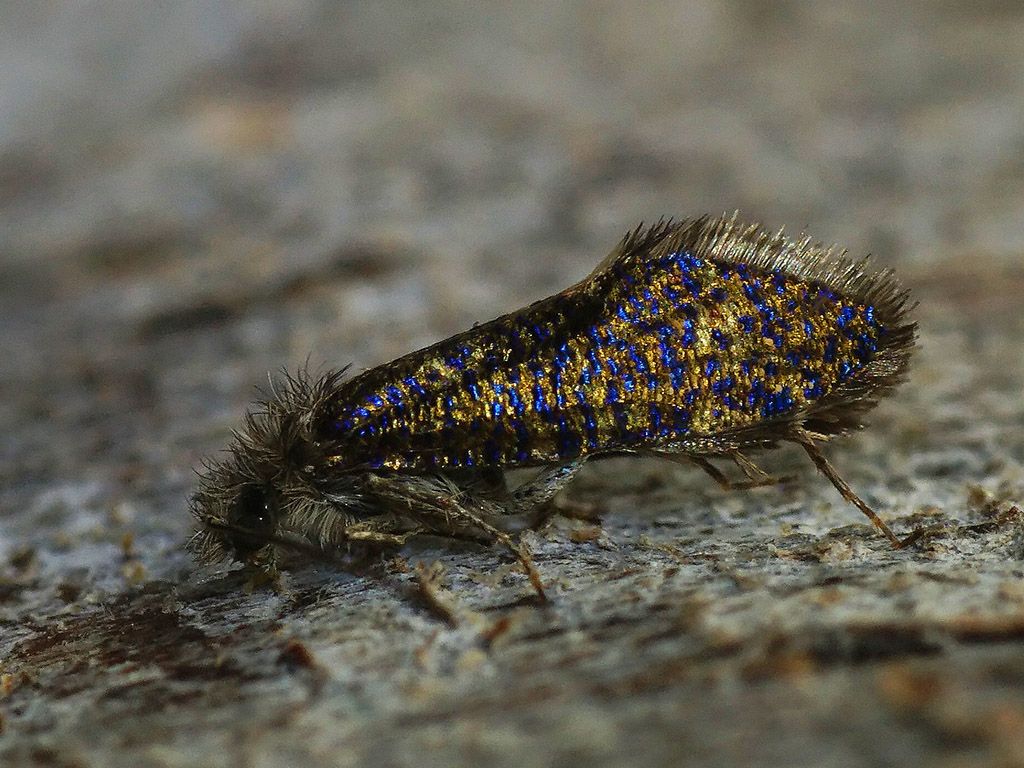
Imago fjäril
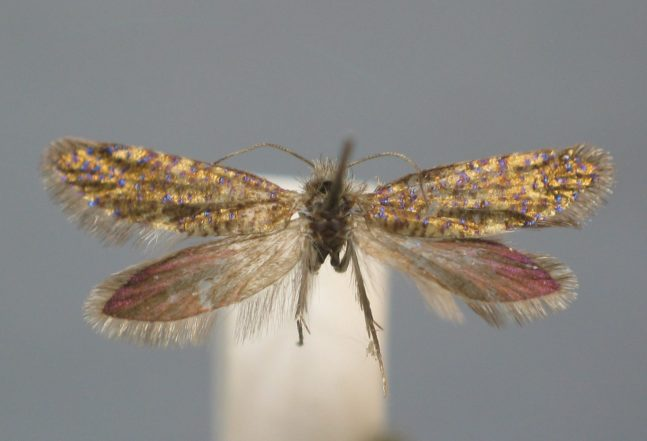
Preparerad (uppnålad) imago fjäril.